# مارتو (کومونه)
مارتو (به ایتالیایی: Maretto) یک کومونه در ایتالیا است که در استان آسته واقع شده‌است.

## خصوصیات
مارتو ۴٫۹ کیلومترمربع مساحت و ۳۸۷ نفر جمعیت دارد.